# كيفين لارا
كيفين لارا (بالإسبانية: Kevin Lara)‏ (18 أبريل 1998 بكولياكان في المكسيك - ) هو لاعب كرة قدم مكسيكي في مركز الوسط. لعب مع سانتوس لاغونا.

## وصلات خارجية
- كيفين لارا على موقع الاتحاد الدولي (مؤرشف)  (الإنجليزية)
- كيفين لارا على موقع قاعدة بيانات كرة القدم.إي يو (الإنجليزية)
- كيفين لارا على موقع Soccerway.com (الإنجليزية)